# Samouillan
Samouillan är en kommun i departementet Haute-Garonne i regionen Occitanien i södra Frankrike. Kommunen ligger i kantonen Aurignac som tillhör arrondissementet Saint-Gaudens. År 2022 hade Samouillan 110 invånare.

## Befolkningsutveckling
Antalet invånare i kommunen Samouillan
Referens:INSEE